# Воропаїв
Воропа́їв — село в Україні, у Вишгородському районі Київської області. Розташоване неподалік від Десни.

## Історія
Щодо походження назви села Воропаїв
Історія села сягає періоду інтенсивного заселення побережжя рік північної частини України, а на той час земель Київської Русі.
Ім’я Воропай - це старослов’янське ім’я, яке було досить поширене на Русі. Воно означає сміливого, рішучого і незалежного чоловіка. Саме від імені Воропай і було назване невелике поселення на березі Десни. 
Землі межиріччя Дніпра і Десни здавна цікавили людей. В цих річках завжди було багато риби, а в дрімучих, непрохідних лісах повно всякого звіра. Як свідчить Люстрація (перепис) 1552 року Остерського замку в Десні звичайною була білуга та інші осетрові риби. А в дуплах вікових дерев водились дикі бджоли. Збір меду і воску був повсякденним промислом для місцевих мешканців, як мисливство і рибальство. Непрохідні ліси і болота, річки та озера, як магнітом притягували людей до цих земель, де вони могли сховатись в часи небезпеки.
З матеріалів актів Литовської метрики 1486 року сокольник князя - Воропай Куцевич звернувся до князя з проханням надати йому на умовах земської  служби селище по річці Десна в Київському повіті. Оскільки це поселення не належало до чиєїсь власності, то Воропай Куцевич його й отримав.
Минуло багато часу, але ім’я першого власника Воропая перейшло і закріпилось за назвою поселення, а пізніше за назвою села — Воропаїв, з його історичними назвами урочищ: Батич, Побите, Королівщина, Закіп, Муравище.
І всі ці назви урочищ передаються з покоління до покоління дотепер. А рід Куцевичів був відомий в старшинському середовищі на Сіверщині в період Гетьманщини в XVII-XVIII ст.
В XVI столітті село Воропаїв належить до монастирських сіл Києво-Печерського монастиря, який в 1688 році отримав підтвердження на ці землі і титул Лаври.
Хоча свої спадкоємні права на цілий ряд сіл межиріччя Десни і Дніпра монастир заявляв значно раніше. 
З 1786 року, відповідно до реформи Катери ІІ, всі монастирські землі і поселення відійшли до казни. Тепер селяни сплачували щорічний податок в казну держави та підлягали призову до царського війська.
З 1802 по 1923 рік село адміністративно належало до Остерського повіту Жукинської волості.
Більш ранні історичні відомості: В «Генеральном следствии о маетностях Киевского полка 1729—1730 гг» згадується Воропаєв: "Справка из ревизии о маетностях Киевского полка 1726 года, произведенная в 1729 г.
По справке в канцелярии министерского правления с ревизорскими книгами, которая ревизия во всей Малой России чинена в 1726 г., по имянному блаженныя и вечнодостойныя памяти Ея Императорского Величества указу, Глуховского гарнизона оберафицерами, посланными из бывшой Малороссийской Коллегии, какие в Малой России обретаются местечка, села и деревни, хуторы, званиями каждая порознь, и что в тех маетностях дворового числа, и кто ими и по каким крепостям владеет, значится ниже: Сотни Остерской: Село Воропаев — 37 дворов; во владении Киево-Печерского монастиря с 1713 году; а почему оной монастырь владеет, о том ис того монастыря не показано.
«…Село Воропаев — 39 дворов; оное прежде войсковое было, а потом полковник Киевский Костянтин Солонина по жалованной грамоте на власть полковничую содержал; а по нем во владении изменник Мазепа и мати его Мазепина, игумения, содержалы; а теперь во владении Киево-печерского монастыря оное село Воропаев обретается; а почему с оного монастира крепостей не явилы.»
За даними на 1859 рік у казенному селі Остерського повіту Чернігівської губернії мешкало 522 особи (244 чоловічої статі та 278 — жіночої), налічувалось 97 дворових господарств.
Станом на 1886 у колишньому державному селі Жукинської волості мешкало 668 осіб, налічувалось 146 дворових господарств, існував постоялий будинок.
За переписом 1897 року кількість мешканців зросла до 1000 осіб (464 чоловічої статі та 536 — жіночої), з яких всі — православної віри.
З 1906 р. по 1922 р. у Покровській церкві с. Воропаїв звершував священицьке служіння священномученик Феоктист Єлисейович Смельницький.
На старих топографічних картах радянського періоду позначається Старий Воропаїв, який був розташований на самому березі Десни. За переказами старожилів, останні хати Старого Воропаєва були перенесені під час гітлерівської окупації. Залишки старого кладовища на березі Десни зберігались приблизно до середини 60-х років.

## Населення
Згідно з переписом УРСР 1989 року чисельність наявного населення села становила 1145 осіб, з яких 513 чоловіків та 632 жінки.
За переписом населення України 2001 року в селі мешкали 892 особи.

### Мова
Розподіл населення за рідною мовою за даними перепису 2001 року:
| Мова       | Відсоток |
| ---------- | -------- |
| українська | 95,31 %  |
| російська  | 3,13 %   |
| вірменська | 0,67 %   |
| білоруська | 0,11 %   |
| інші       | 0,78 %   |

## Галерея

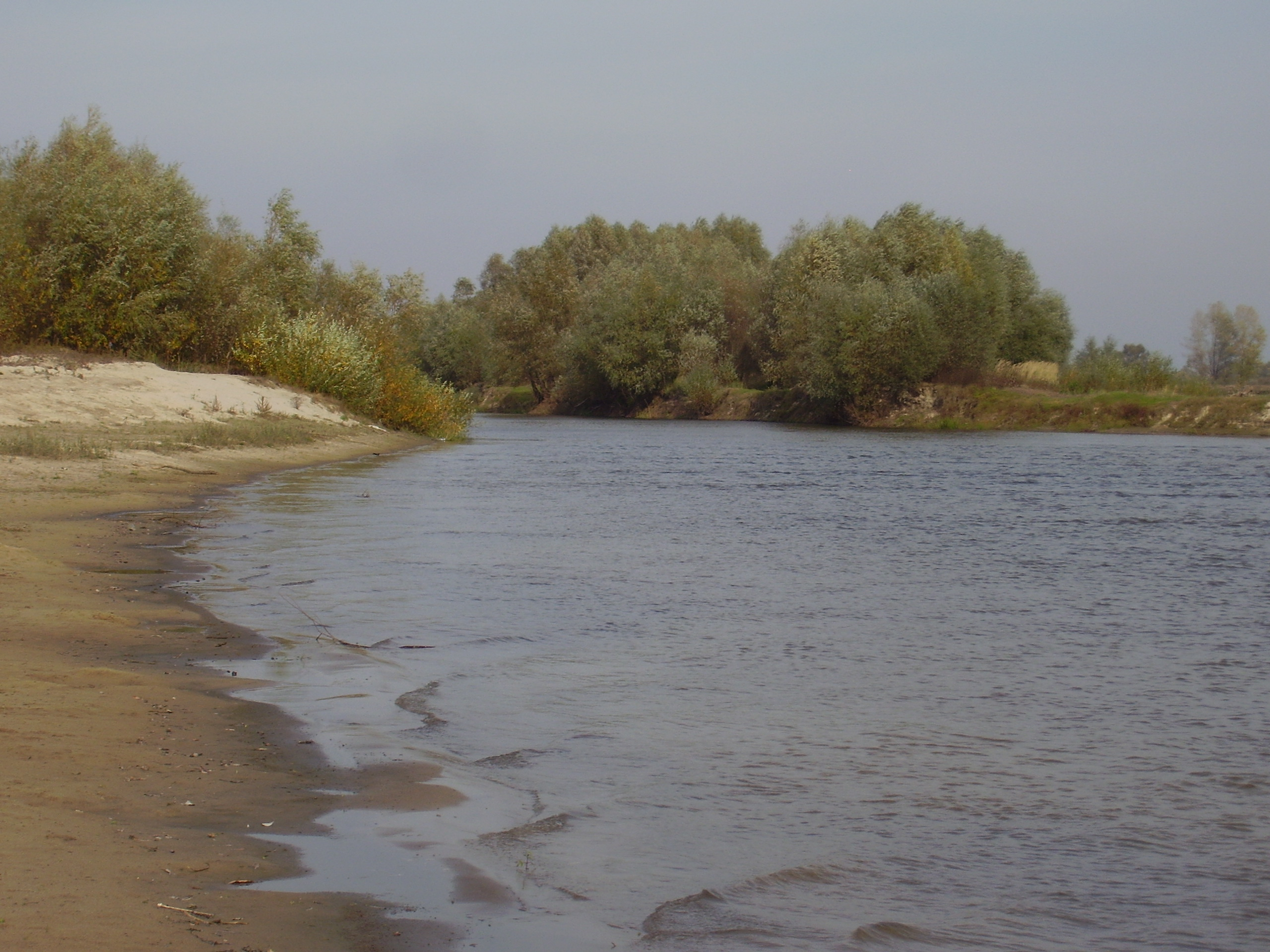
Осіння заплава Десни біля села, 2019
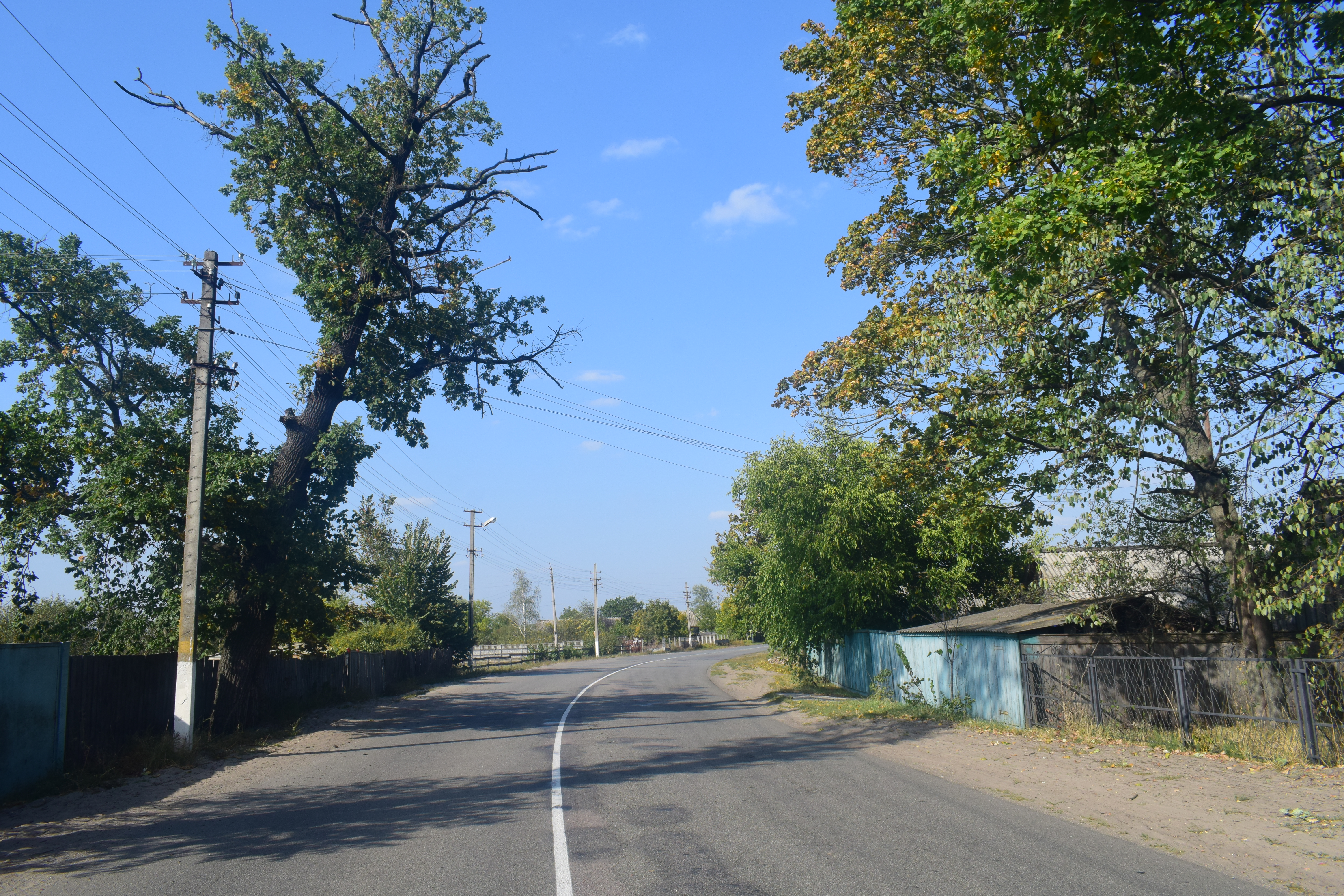
вул. Київська коло кладовища
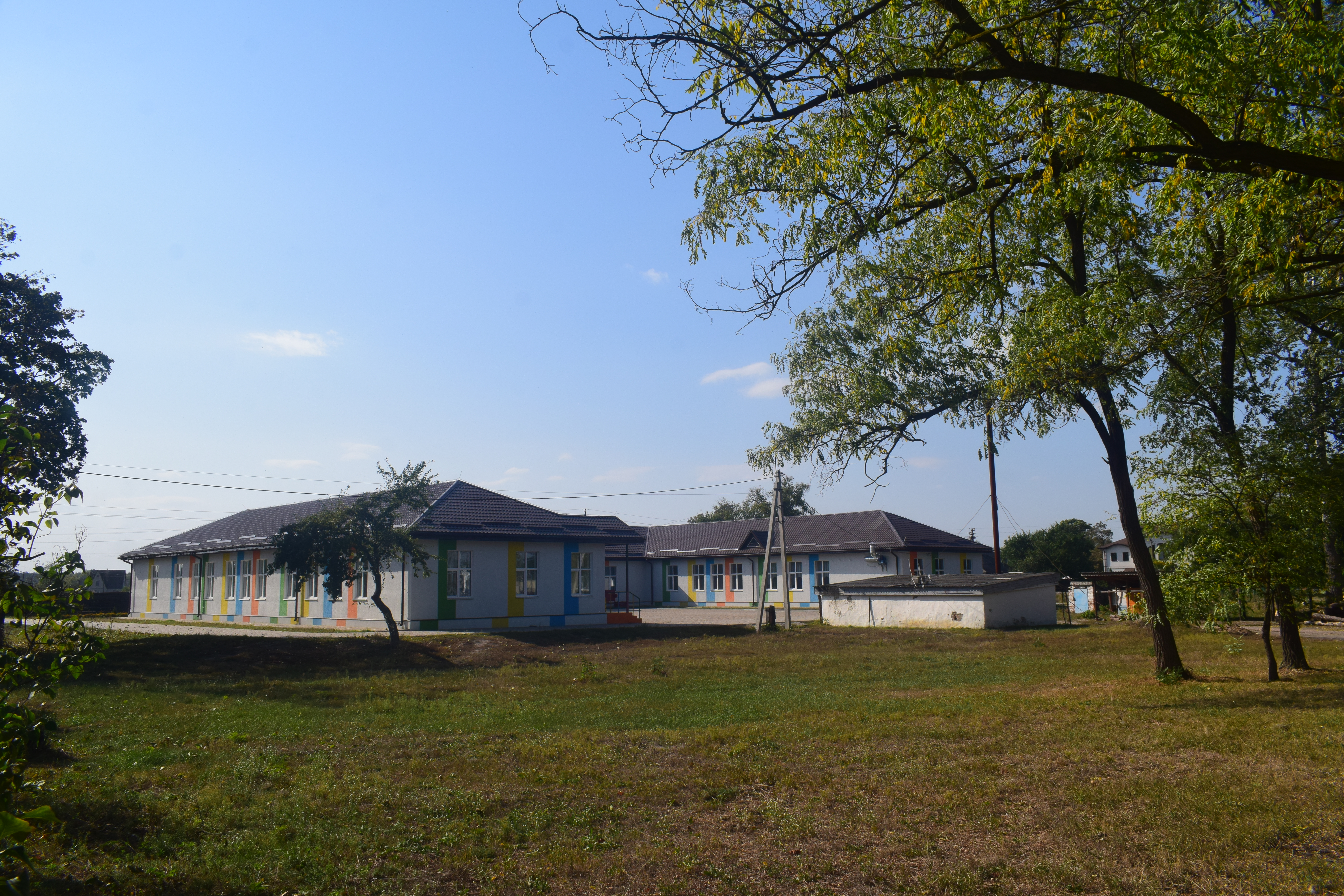
Школа. Вид з тилу
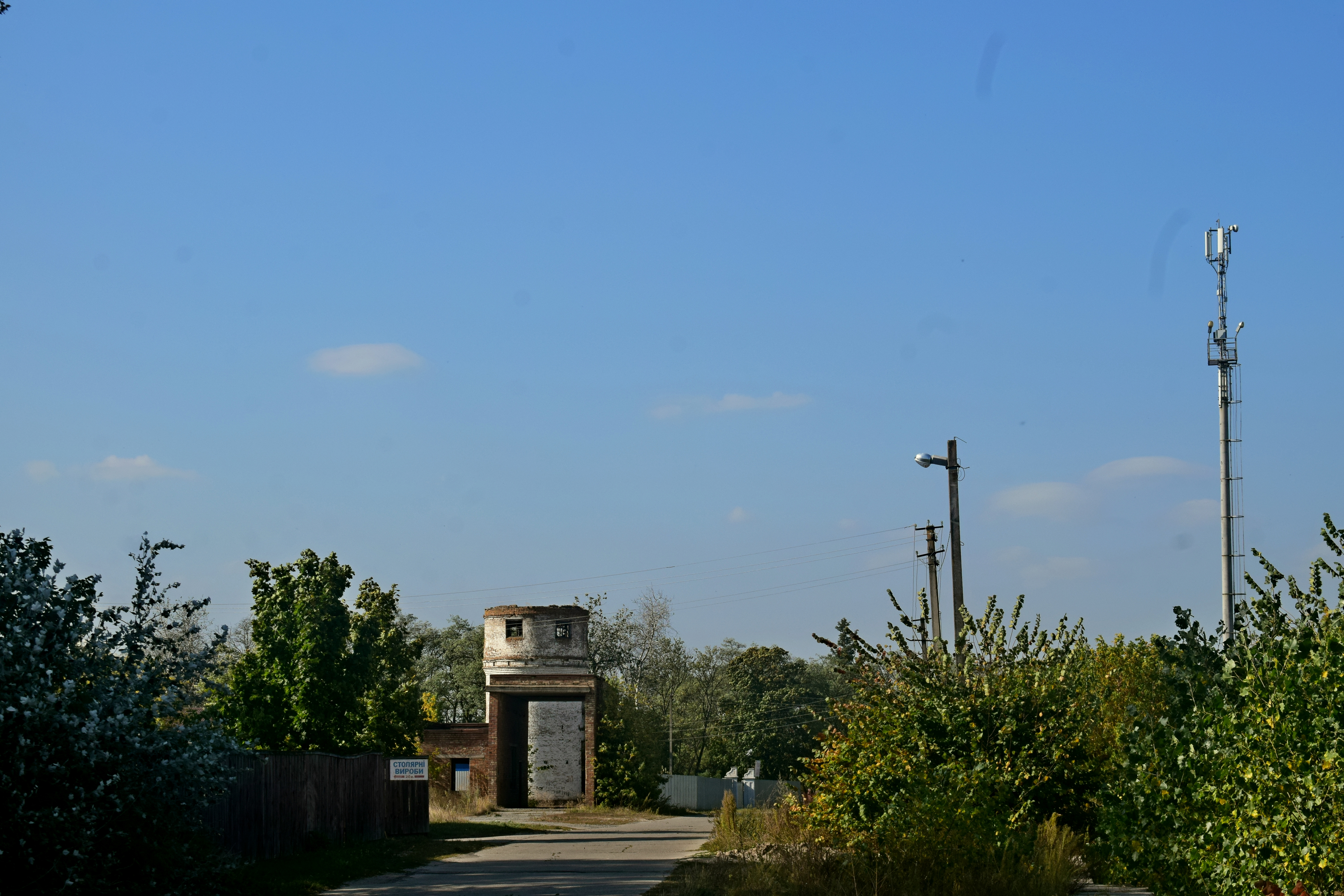
Закинуте підприємство
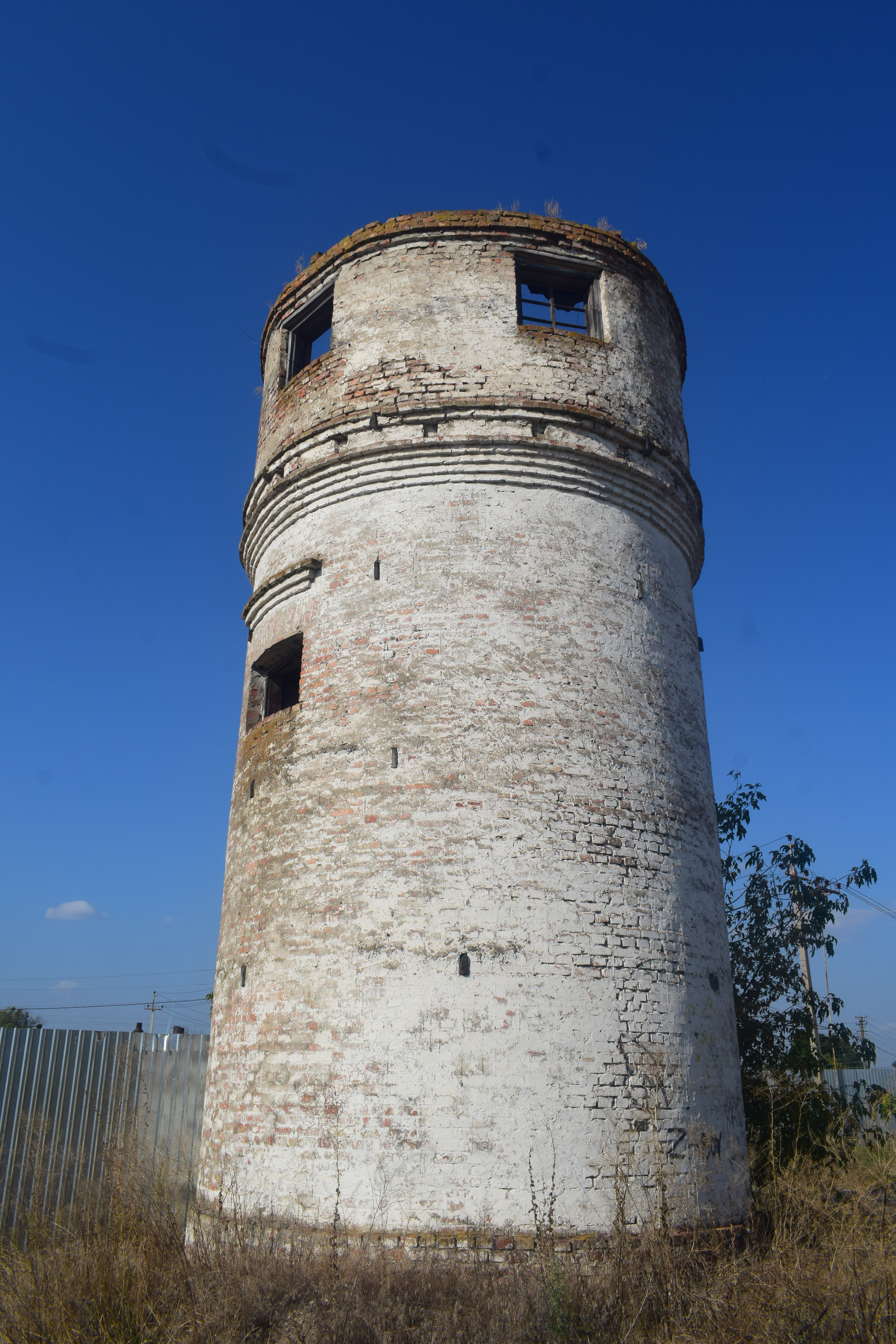
Водонапірна вежа
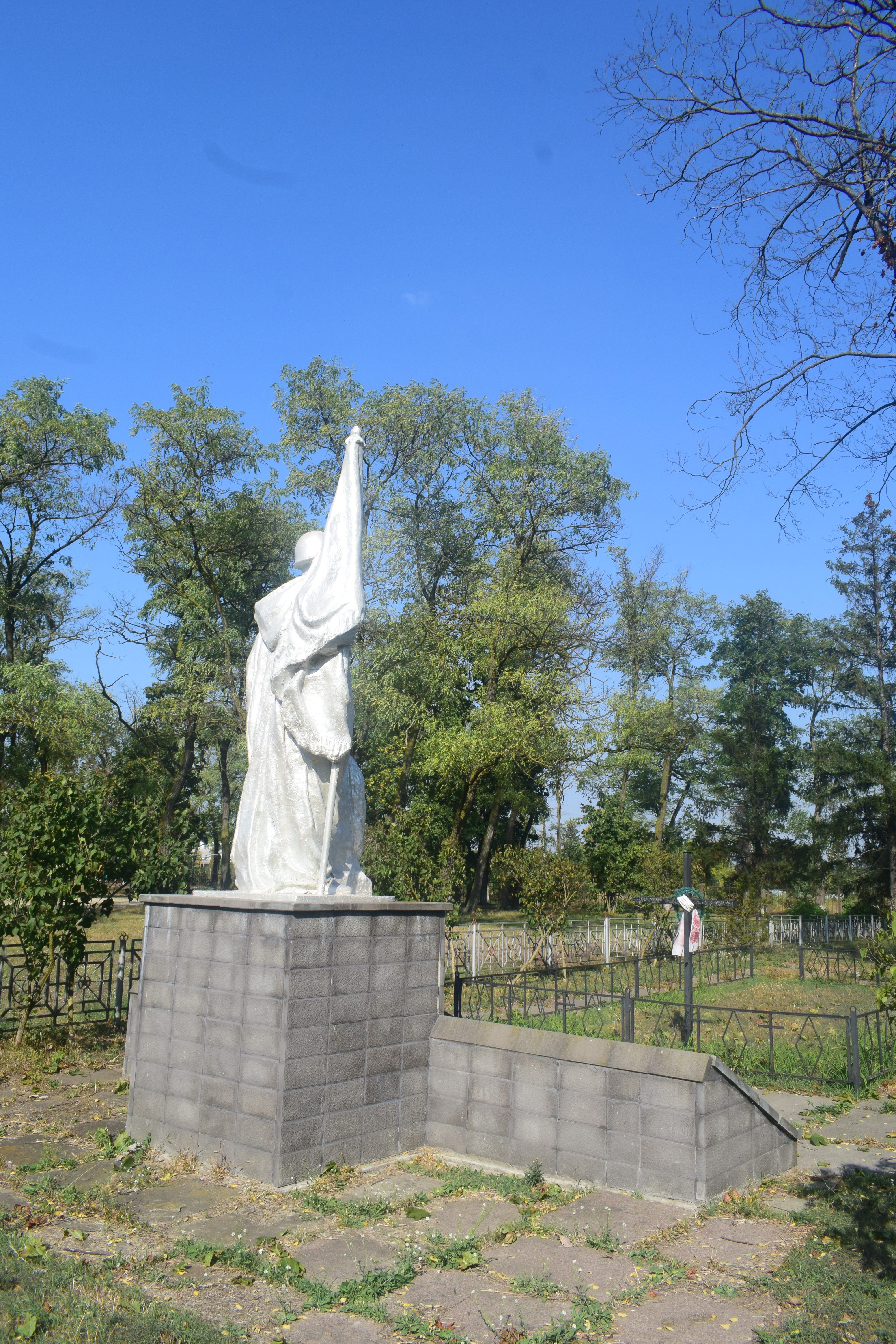
Братська могила радянських воїнів та пам'ятник односельцям
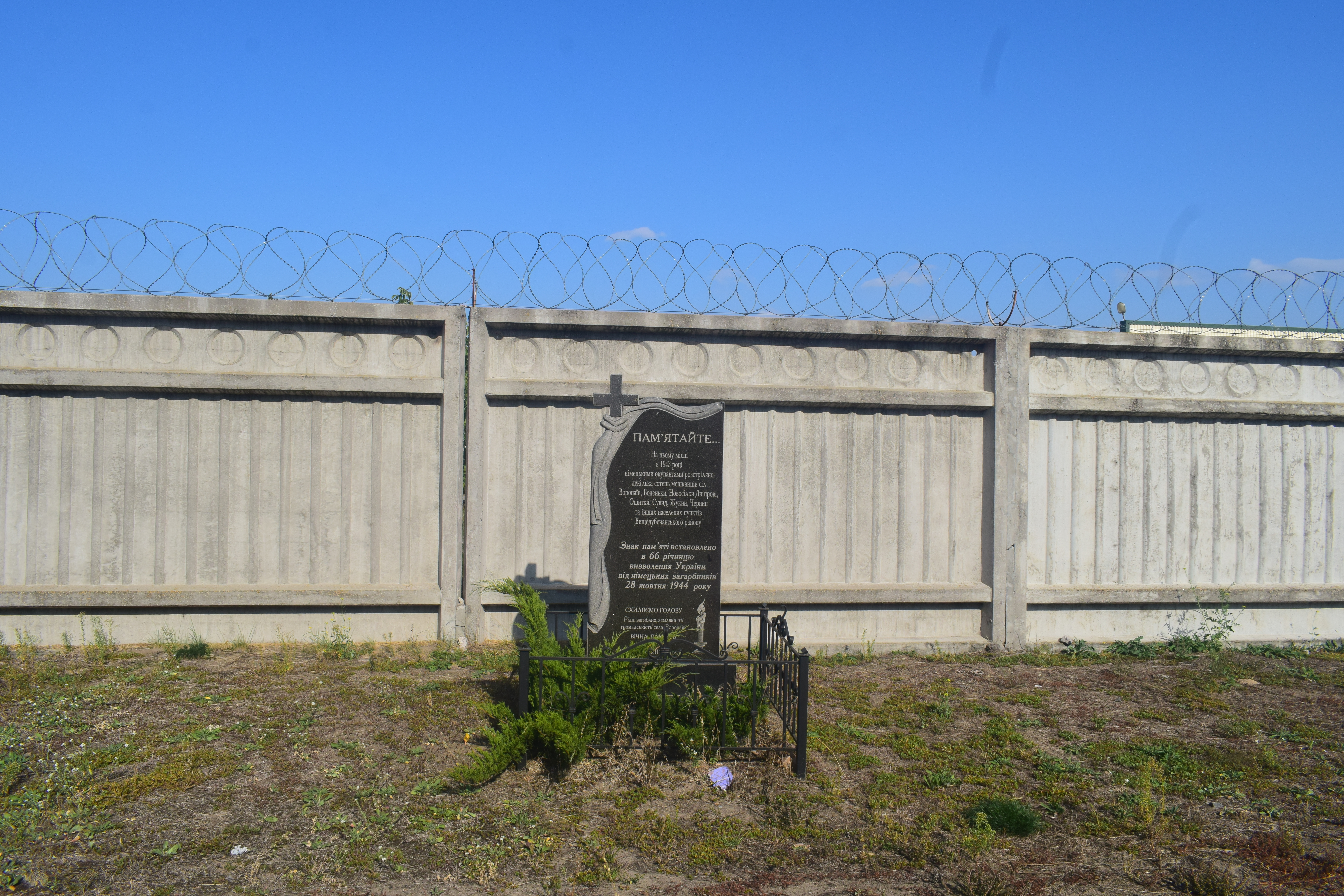
Братська могила радянських громадян, спалених нацистами
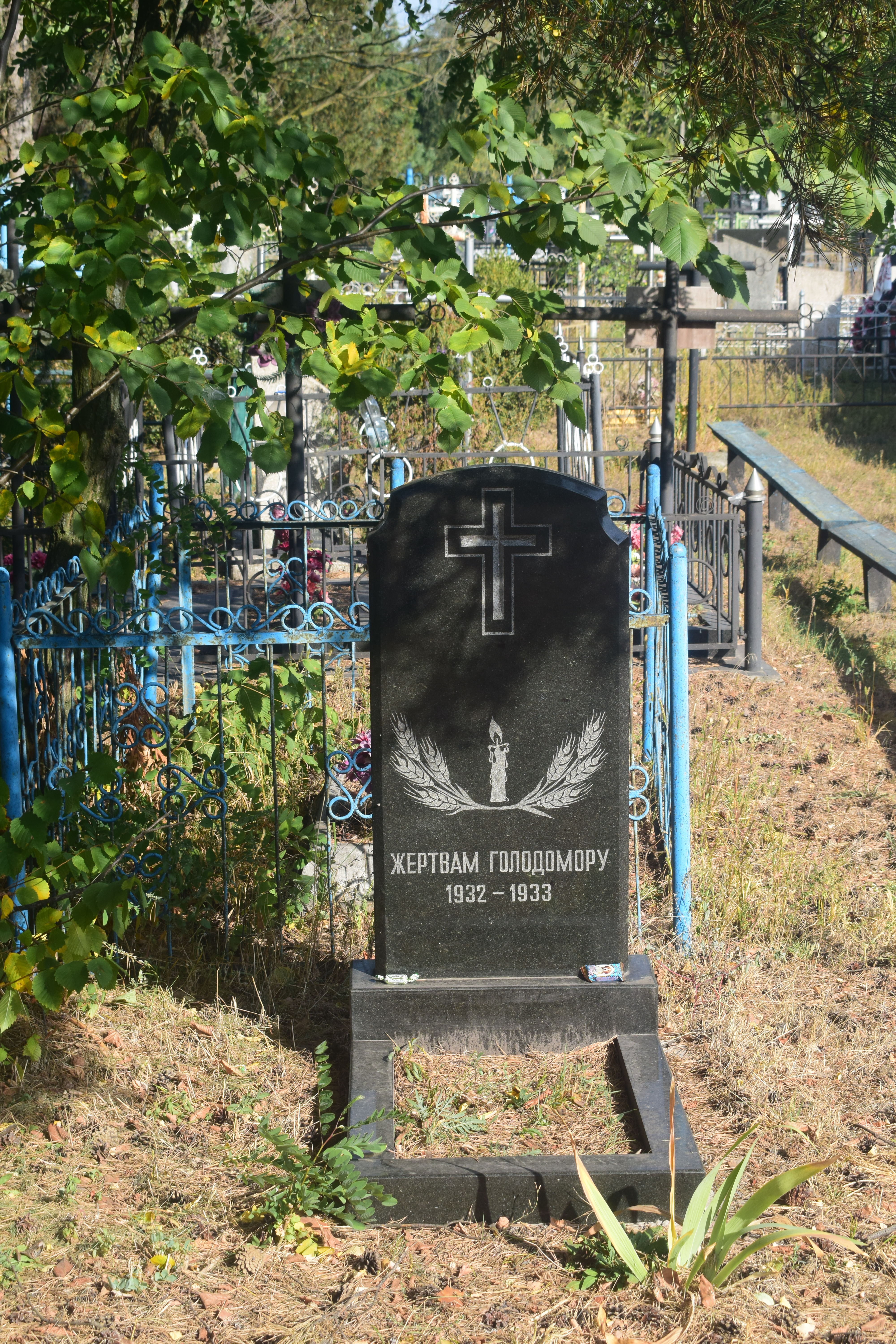
Пам’ятний знак жертвам Голодомору